# Beta Hydri
Beta Hydri ist ein Stern, der sich von der Erde aus betrachtet in der Nähe des Himmelssüdpols (Sternbild Kleine Wasserschlange oder auch Hydrus) befindet. Beta Hydri ist 6,4 Milliarden Jahre alt und 24,38 Lichtjahre von der Erde entfernt. Der Stern bläht sich gerade zu einem Roten Riesen auf, und es gibt in seinem Sternsystem Hinweise auf das Vorhandensein eines Planeten. 
Beta Hydri hat die Spektralklasse G2IV und leuchtet mehr als 3,6-mal so stark wie die  Sonne. Im Vergleich zur Sonne ist seine Masse um etwa 10 % größer und sein Durchmesser beträgt das 1,66-fache. Die scheinbare Helligkeit von Beta Hydri beträgt 2,80 mag.